# One (Bee-Gees-Album)
One ist das 18. Studioalbum der australisch-britischen Popband Bee Gees, das im April 1989 erschien.

## Entstehung und Veröffentlichung
Die Erstveröffentlichung von One erfolgte am 17. April 1989 bei Warner Bros. Records. Das Album erschien in seiner Originalausführung als LP mit zehn Titeln (Katalognummer: 7599-25887-1) sowie als CD mit elf Titeln (Katalognummer: 7599-25887-2).
Geschrieben und produziert wurden alle Lieder gemeinsam von den drei Bee-Gees-Mitgliedern Barry, Maurice und Robin Gibb. Bei der Produktion erhielt das Trio Unterstützung durch Brian Tench.
Das Album wurde in Digitaltechnik („A Digital Recording“ – DDD) aufgenommen.

## Titelliste
1. Ordinary Lives – 4:01
2. One – 4:55
3. Bodyguard – 5:21
4. It’s My Neighborhood – 4:20
5. Tears – 5:17
6. Tokyo Nights – 3:56
7. Flesh and Blood – 4:44
8. Wish You Were Here – 4:44
9. House of Shame – 3:56
10. Will You Ever Let Me – 5:58
11. Wing and a Prayer – 4:10 (CD-Bonustitel) ∗

## Rezensionen
Allmusic vergab 2,5 von fünf Sternen. Der Rezensent lobte eingängige Melodien, der Gesang stelle Emotion über Aussagekraft. Das Album sei gewichtslos, aber poliert.

## Kommerzieller Erfolg

### Chartplatzierungen
One avancierte zum Top-10-Erfolg in Deutschland (Rang 4) und der Schweiz (Rang 6).
| ChartsChartplatzierungen       | Höchstplatzierung | Wochen/ Monate |
| ------------------------------ | ----------------- | -------------- |
| Deutschland (GfK)              | 4 (30 Wo.)        | 30 Wo.         |
| Österreich (Ö3)                | 23 (0,5 Mt.)      | 0,5 Mt.        |
| Schweiz (IFPI)                 | 6 (12 Wo.)        | 12 Wo.         |
| Vereinigte Staaten (Billboard) | 68 (13 Wo.)       | 13 Wo.         |
| Vereinigtes Königreich (OCC)   | 29 (3 Wo.)        | 3 Wo.          |

| ChartsJahrescharts (1989) | Platzierung |
| ------------------------- | ----------- |
| Deutschland (GfK)         | 20          |

### Auszeichnungen für Musikverkäufe
| Land/Region        | Auszeichnungen für Musikverkäufe (Land/Region, Auszeichnung, Verkäufe) | Verkäufe |
| ------------------ | ---------------------------------------------------------------------- | -------- |
| Australien (ARIA)  | Gold                                                                   | 35.000   |
| Deutschland (BVMI) | Gold                                                                   | 250.000  |
| Frankreich (SNEP)  | Gold                                                                   | 100.000  |
| Schweiz (IFPI)     | Gold                                                                   | 25.000   |
| Insgesamt          | 4× Gold ·                                                              | 410.000  |

Hauptartikel: Bee Gees/Auszeichnungen für Musikverkäufe